# Алгол (звезда)
Алгол – β /бета/ от съзвездието Персей – една от първите известни променливи звезди, затъмнително променлива звезда от 2,1 до 3,2 звездна величина със спектър В8. Тя е типична променлива двойна звезда, при която промяната на светлината се дължи на това, че едната по-тъмна компонента (Алгол В) минава спрямо нас точно над другата по-светла (Алгол А) и я закрива.

## Наименование
Името „алгол“ произхожда от арабския израз „раас ал гьол“ – „главата на дявола“. Според древните елини звездата е символизирала отрязаната от Персей глава на Горгона Медуза. Евреите са я наричали „Рош ха Сатан“ – „главата на дявола“. В звездния атлас „Уранометрия“ на Йохан Байер от 1603 г. е означена като „Caput Larvae“ – „главата на призрака“. Древните китайски астрономи са я наричали „Цей Ше“ – „трупове на купове“.

## История на изследванията
Фактът, че в различни епохи и в различни култури на Алгол са били приписвани демонични свойства, е доказателство, че още древните астрономи са забелязали някакви странни особености в тази звезда. За пръв път особеностите в блясъка на Алгол са документирани от италианския астроном Джемианино Монтанари през 1669 г. През 1782 г. Джон Гуудрайк пръв измерва периода на изменение на блясъка и предлага хипотезата за затъмнение от втори, по-тъмен компонент. Тази хипотеза е доказана едва през 1889 г. чрез спектроскопски анализ от Херман Фогел. Междувременно към 1869 г. е установен 680 дневен период на изменение на главния минимум на блясъка, което поражда хипотезата за наличие на трети, много по-отдалечен компонент. Наличието на компонента Алгол С е доказано през 1906 г. от Аристарх Белополски чрез изучаване на спектралните линии на звездната система.

## Период на изменение на блясъка
За наблюдател с просто око Алгол свети почти неизменно 2 дни и 11 часа като звезда от 2,1 величина. След това за 4,5 часа яркостта ѝ постепенно намалява до 3,2 величина и за следващите 4,5 часа постепенно се връща до първоначалната си величина. Пълният период е 2,867 дни.

## Астрофизически характеристики
Двете звезди Алгол А и Алгол В се намират на разстояние 11 млн. километра една от друга и имат следните характеристики:
Алгол А – ярка бяла звезда, спектрален клас В8, диаметър – 2,89 слънчеви радиуса, маса – 3,6 от масата на Слънцето, плътност – 0,13 от плътността на Слънцето. Звездата се намира в сравнително начален етап от развитието си в главната последователност.
Алгол В – студен оранжев гигант, спектрален клас според различни източници G5 до К2, диаметър – 3,53 слънчеви радиуса, маса – 2,89 от масата на Слънцето, плътност – 0,03 от плътността на Слънцето. Звездата е изгорила голяма част от водородното си гориво и е доста напреднала в своята еволюция в главната последователност.
Алгол С – спектрален клас F1, маса – 1,8 слънчеви маси.
Според теорията на звездната еволюция скоростта, с която еволюира една звезда, е функция на нейната маса. Ако две звезди са се формирали едновременно (както се предполага за Алгол А и В), по-масивната звезда ще е по-напреднала в своята еволюция. В случая по-лекият компонент, Алгол В, е много по-напреднал в еволюцията. Този факт е наречен парадоксът на Алгол и се обяснява с трансфер на звездно вещество от В към А компонентата. Трансферът е доказан със средствата на радиоастрономията и се оценява на 10-7 слънчеви маси годишно.